# Ekinchi ibn Qochar
Ekinchi ibn Qochar (... – 1097) fu per breve tempo governatore selgiuchide dell'impero corasmio nel 1097, con il titolo tradizionale di Scià di Corasmia.
A differenza degli Scià che gli succedettero, non era un discendente di Anushtegin Gharchai.

## Biografia
Dopo la morte di Anushtigin, Ekinchi ricevette il titolo di Scià dal sultano selgiuchide Berkyaruq. Dopo un breve periodo di tempo, tuttavia, fu ucciso da diversi emiri selgiuchidi insorti in rivolta. Dopo la sua morte, fu sostituito dal figlio di Anushtigin, Qutb al-Din Muhammad.
Ekinchi significa letteralmente "agricoltore" o "aratore" nelle lingue turche.